# Ana Frank
Annelies Marie »Anne« Frank (na Slovenskem bolje znana kot Ana Frank), judovsko-nemška pisateljica, * 12. junij 1929, Frankfurt na Majni, Nemčija, † 12. marec 1945, Bergen-Belsen, Nemčija.
Med 2. svetovno vojno, po dveh letih skrivanja pred gestapom, med katerim je Anne Frank skrbno pisala svoj dnevnik, so družino odkrili na podstrešju hiše ter jo odpeljali v koncentracijsko taborišče. Konec vojne in izpustitev iz taborišča je dočakal samo Annin oče. Objavil je dnevnik preminule hčerke, ki je bil nato preveden v več kot 55 svetovnih jezikov. Podstrešje v poslovni stavbi v središču Amsterdama, je danes spremenjeno v muzej.

## Življenjepis
Anne se je rodila v Frankfurtu 12. junija 1929 staršem Ottu Franku (1889–1980) in Edith Frank Hollander (1900–1945). Imela je tudi starejšo sestro Margot Frank (1926–1945). Leta 1942 se je bila družina Frank zaradi uvedbe protijudovskih zakonov prisiljena preseliti v Amsterdam.
Za svoj trinajsti rojstni dan je Anne dobila album za avtograme in se odločila, da bo vanj pisala dnevnik. Istega leta se družina skrije pred nacisti v firmo Otta Franka. Tam so se uspešno skrivali do leta 1944, natančneje do 4. avgusta 1944. Anne je ves ta čas vestno pisala dnevnik in njen zadnji zapis je iz 1. avgusta 1944.
4. avgusta 1944 so Anno, Margot, Edith in Otta Franka ter družino Van Daan (Auguste in Hermanna ter njunega sina Petra–v dnevniku so omenjeni kot gospod in gospa Van Daan in Peter Van Daan) ter Fritza Pfeifferja (v Aninem dnevniku ga Anne imenuje Dussel) prijeli nacisti in jih odpeljali v nemško koncentracijsko taborišče. Od osmerice je preživel le Annin oče, Otto Frank in se pozneje poročil z Fritzi Frank, tudi Judinjo. Njegova pastorka je lastnica enega največjih skladov Anne Frank.

## Seznam sorodnikov po taboriščih
- Ana Frank -  Auschwitz, leta 1944 premestili v Bergen-Belsen tam je umrla (tifus) † 12.03.1945;
- Peter van Pels - Auschwitz, † 5. maj 1945 - med pohodom v Mauthausen (praznjenje Auschwitza);
- August van Pels -  Auschwitz, 10.1944 premestili v Bergen-Belsen - spomladi pa v Theresienstadt kjer je umrla;
- Herman van Pels - † Auschwitz - umorjen s plinom;
- Fritz Pfeffer -  Auschwitz, deportiran v Neuengamme, † 20.12.1944;
- Edith Frank -  † ločena od hčera - 06.01.1945;
- Margot Frank - † Bergen-Belsen 03.1945;
- Otto Frank - PREŽIVEL Auschwitz, osvobodili Rusi konec Januarja . (MD)